# イヴァン・ストリニッチ
イヴァン・ストリニッチ（Ivan Strinić、1987年7月17日 - ）は、クロアチア・スプリト出身の元サッカー選手。元クロアチア代表。ポジションは、ディフェンダー。

## クラブ経歴

### 初期
地元クラブのハイドゥク・スプリトでプレーを始め、2006年にル・マンFCのBチームとプロ契約を交わした。その後再びクロアチアに戻りNKフルヴァツキ・ドラゴヴォリャツと契約した。

### ハイドゥク・スプリト
ディナモ・ザグレブと契約寸前だったが、最終的にユース時代を過ごしたハイドゥク・スプリトに移籍することを決断した。2008-09シーズン開幕戦のNKザダル戦で移籍後初出場。
2009-10シーズンはレギュラーを確保し代表にも呼ばれた。ディナモ・ザグレブとのヴィエチュニ・デルビではゴールを挙げ2-1の勝利に貢献した。
2010-11シーズンはUEFAヨーロッパリーグ 2010-11全試合に出場した。

### ドニプロ
2011年1月27日、FCドニプロに400万ユーロで移籍。SCタフリヤ・シンフェロポリで移籍後初出場・初ゴール。

### ナポリ
2015年1月、SSCナポリに移籍。2015年1月18日のSSラツィオ戦でセリエAデビューしシーズン終了まで9試合に出場した。しかし以降はファウジ・グラムの後塵を拝し2015-16シーズンには5試合の出場に終わった。

### サンプドリア
2017年8月31日、UCサンプドリアに200万ユーロで移籍。

### ミラン
2018年7月2日、ACミランへ3年契約で完全移籍。2018年8月18日、心臓に異常が見つかり、戦列から離れた。2019年1月12日からチームに復帰し、シーズン終了前に10回ベンチ入りした。2019年7月、FCバイエルン・ミュンヘンとの親善試合に出場し非公式戦ながら移籍後初出場を果たした。2019年8月26日、2年の契約期間を残し双方合意の上で契約を解除したことが発表された。

## 代表経歴
2010年5月19日、オーストリアとの親善試合に臨むメンバーに招集された。以来、代表における左サイドバックのレギュラーポジションを確保した。UEFA EURO 2012ではグループリーグ全3試合に出場した。イタリア代表戦ではマリオ・マンジュキッチのゴールをアシストし1-1の引き分けに持ち込んだ。
2014 FIFAワールドカップはハムストリング負傷のため辞退した。
2018 FIFAワールドカップでは7試合中6試合に出場し準優勝に貢献した。

## 代表歴

### 出場大会
- クロアチア代表
  - 2018 FIFAワールドカップ

### 試合数
- 国際Aマッチ 49試合 0得点（2010年-2018年）[12]

| クロアチア代表 | 国際Aマッチ | 国際Aマッチ |
| 年             | 出場        | 得点        |
| -------------- | ----------- | ----------- |
| 2010           | 7           | 0           |
| 2011           | 8           | 0           |
| 2012           | 10          | 0           |
| 2013           | 7           | 0           |
| 2014           | 1           | 0           |
| 2015           | 0           | 0           |
| 2016           | 6           | 0           |
| 2017           | 2           | 0           |
| 2018           | 8           | 0           |
| 通算           | 49          | 0           |

## タイトル
ハイドゥク・スプリト
- フルヴァツキ・ノゴメトニ・クプ (1): 2009–10